# Brian Connell
Brian Reginald Connell (* 12. April 1916 in Hertford; † 7. August 1999 in Brighton, East Sussex) war ein britischer Journalist, Schriftsteller und Fernsehmoderator.

## Leben und Tätigkeit
Nach dem Besuch einer Grammar School in Brighton und längeren Sprachreisen nach Spanien und Deutschland wurde Connell Mitarbeiter der Nachrichtenagentur Reuter. Während des Zweiten Weltkriegs stand er im Dienst des britischen Marinenachrichtendienstes.
Von 1945 bis 1950 berichtete Connell als Korrespondent der Daily Mail aus dem besetzten Deutschland. Anschließend wechselte er zu der Zeitung News Chronicle.
Seit den 1950er Jahren veröffentlichte Connell eine Reihe von Sachbüchern, darunter eine Biographie des Schauspielers Douglas Fairbanks junior sowie eine Studie über die politische Entwicklung (West-)Deutschlands im ersten Jahrzehnt seit dem Ende des Zweiten Weltkriegs. Außerdem übernahm er es, als Ghostwriter die Lebenserinnerungen verschiedener prominenter Persönlichkeiten aufgrund von Mitteilungen und Unterlagen, die diese ihm zur Verfügung stellten, für diese niederzuschreiben, wobei die fertigen Bücher unter den Namen seiner Auftraggeber erschienen: So stammt der 1986 erschienene dritte Band der Lebenserinnerungen des britischen Premierministers Harold Wilson (The Making of a Prime Minister. 1916-64) aus Connells Feder. Ferner sollen die Autobiographien des österreichischen Bundespräsidenten Kurt Waldheim und des Duke of Bedford von Connell verfasst worden sein.
Seit 1958 war Connell für den Fernsehsender ITN tätig. Für diesen berichtete er unter anderem über die Krönung von Papst Johannes XXIII, über die Rückkehr von Charles de Gaulles ins politische Leben. 1965 präsentierte er ITNs Nachruf für Winston Churchill. Außerdem war er Kommentator des Live-Berichts während Churchills Begräbnisfeierlichkeiten.
Zusätzlich zu seiner Tätigkeit für ITN wurde Connell 1960 Moderator für den Sender ITV, für den die Moderation der Sendung This Week, einem Nachrichtenmagazin, das sich mit tagesaktuellen Fragen von Politik und Gesellschaft befasste, übernahm. 1963 schied er aufgrund journalistischer Differenzen mit der dortigen Sendeleitung wieder bei ITV aus. Er wechselte stattdessen als Programmberater für den Bereich Politik zu Anglia Television.

## Publikationen
Unter seinem eigenen Namen:
- Knight Errant. A Biography of Douglas Fairbanks, Jr, Garden City 1955.
- A Watcher on the Rhine. An Appraisal of Germany today, 1957.
- The Savage Years, New York 1959.
- The Plains of Abraham, London 1959.
- Einleitung zu: Ernst Hanfstaengl: Hitler. The Missing Years, Little, Brown, New York 1994.

Als Ghostwriter von Connell verfasste Bücher:
- Harold Wilson: Memoirs. The Making of a Prime Minister 1916–1964, London 1986.